# Jacob Catskade

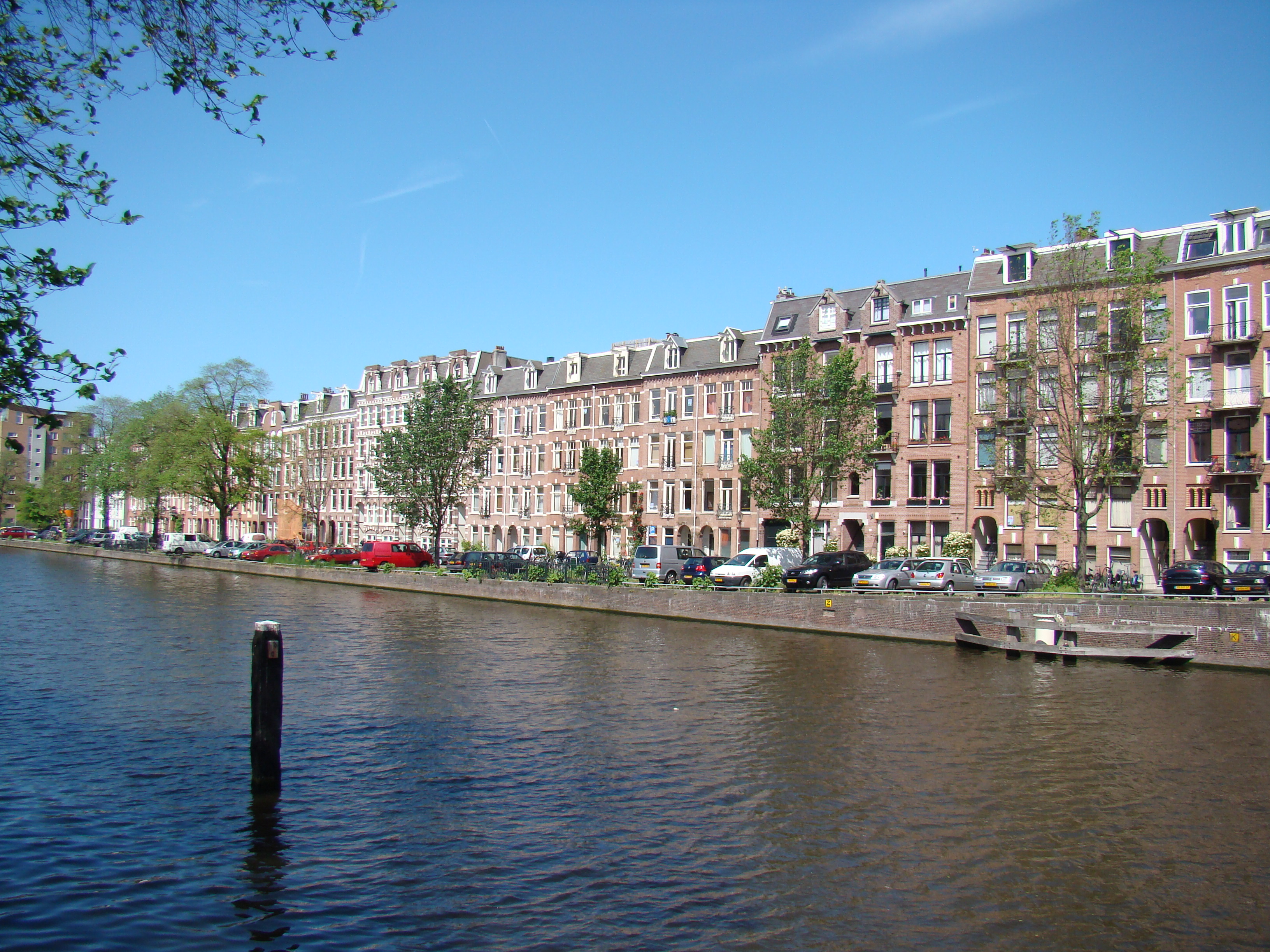
Jacob Catskade vanaf de Kattenslootbrug

De Jacob Catskade in Amsterdam-West bestaat uit de bebouwde kaden ter weerszijden van de waterweg de ’Kattensloot’ en loopt vanaf de Kattenslootbrug bij de  Nassaukade in zuidwestelijke richting tot aan de Van der Palmkade in de  Staatsliedenbuurt.
De Jacob Catskade (voorheen de 'Beltweg') is vernoemd naar Jacob Cats (1577-1660), een Nederlands dichter, jurist en politicus.
De Kattensloot is een deel van de Staande Mastroute en in de periode tussen 15 april tot 15 oktober een schakel in de route van het  Amsterdams nachtkonvooi.
De voormalig R.K. Kerk 'Onze Lieve Vrouwe van Lourdes' aan de Jacob Catskade 11-13 is in gebruik van de Portugeessprekende parochie 'Nossa Senhora de Fátima'.